# Satz von Borel und Harish-Chandra
In der Mathematik ist der Satz von Borel und Harish-Chandra ein Lehrsatz aus der Theorie der arithmetischen Gruppen.

Fundamentalbereich für in (in grau)

Er besagt, dass für eine halbeinfache algebraische Gruppe {\displaystyle G(\mathbb {Z} )} ein Gitter in {\displaystyle G(\mathbb {R} )} ist, es also einen Fundamentalbereich endlichen Volumens für die Wirkung von {\displaystyle G(\mathbb {Z} )} auf {\displaystyle G(\mathbb {R} )} gibt. Der Fundamentalbereich ist kompakt, wenn jedes unipotente Element in {\displaystyle G(\mathbb {Z} )} zum Radikal von {\displaystyle G(\mathbb {Q} )} gehört.
Aus dem Satz folgt, dass jede arithmetische Gruppe ein Gitter in der Zusammenhangskomponente der Eins der umgebenden Lie-Gruppe ist. Insbesondere sind arithmetische Gruppen endlich erzeugt.
Ein klassisches, seit dem 19. Jahrhundert bekanntes Beispiel ist {\displaystyle SL(2,\mathbb {Z} )\subset SL(2,\mathbb {R} )} mit einem Fundamentalbereich endlichen Volumens.